# Tipula (Tipula) strigata
Tipula (Tipula) strigata is een tweevleugelige uit de familie langpootmuggen (Tipulidae). De soort komt voor in het Afrotropisch gebied.